# Guillem della Scala
Guillem della Scala (Guglielmo) fou fill de Cangrande II della Scala. En ser assassinat el seu pare el 1359 fou exclòs del poder per son oncle Cansignoro della Scala.
El 1404 va dirigir amb els seus fills Brunoro della Scala i Antoni II della Scala la revolta contra els milanesos i fou proclamar senyor de Verona el 17 d'abril, però fou enverinat el 28 d'abril de 1404 i Francesco da Carrara, senyor de Pàdua, va prendre el poder pocs dies després.
Es va casar amb Onesta Mortone amb la que va tenir sis fills: Antoni II della Scala, Brunoro della Scala, Bartolomeo della Scala (mort el 21 de març del 1453), Fregnano della Scala (mort a Viena el 4 de desembre de 1443), Nicòdem della Scala i Pau della Scala.